# Zuidplas
Zuidplas es un municipio de la provincia de Holanda Meridional, al oeste de los Países Bajos. Tiene una población estimada, a inicios de 2021, de 45.064 habitantes.
Fue creado el 1 de enero de 2010 por la fusión de tres antiguos municipios: Moordrecht, Nieuwerkerk aan den IJssel y Zevenhuizen-Moerkapelle.
El punto más bajo de los Países Bajos está en Zuidplaspolder, en el municipio (6,76 m por debajo del nivel del mar).